# Pseudoclausia
Pseudoclausia – rodzaj widłonogów z rodziny Clausiidae. Rodzaj ten wprowadzili w 1960 roku francuski zoolog Charles Bocquet i holenderski zoolog Jan Hendrik Stock dla nowo opisanego przez siebie gatunku Pseudoclausia giesbrechti.

## Podział systematyczny
Do rodzaju należą następujące gatunki:
- Pseudoclausia giesbrechti Bocquet & Stock, 1960
- Pseudoclausia longiseta Bocquet & Stock, 1963